# Quintana Roo
Quintana Roo (phát âm tiếng Tây Ban Nha: [kinˈtana ˈro]) là một trong 31 bang, cùng với Quận liên bang, là 32 thực thể Liên bang của México. Bang này được chia thành 10 hạt, thủ phủ là thành phố Chetumal.
Quintana Roo nằm ở Đông Nam Mexico, trên phần phía đông của bán đảo Yucatán. Nó được bao quanh bởi các bang Yucatán về phía tây bắc và Campeche về phía tây. Về phía bắc, Quintana Roo giáp ranh Vịnh Mexico và về phía nam giáp các khu Corozal và Orange Walk của Belize. Bang này cũng tuyên bố chủ quyền với khu vực lãnh thổ giáp Guatemala ở phía tây nam của bang, mặc dù khu vực tranh chấp này Campeche cũng tuyên bố chủ quyền.
Quintana Roo là nơi có thành phố nổi tiếng Cancun, các đảo Cozumel và Isla Mujeres, các thị xã Bacalar, Playa del Carmen và Akumal, cũng như tàn tích Maya cổ đại Chacchoben, Coba, Kohunlich, Muyil, Tulum, Xel-Há, và Xcaret. Khu dự trữ sinh quyển thế giới Sian Ka'an cũng nằm ở bang này.